# Tetranychus shihlinensis
Tetranychus shihlinensis är en spindeldjursart som beskrevs av Lo 1969. Tetranychus shihlinensis ingår i släktet Tetranychus och familjen Tetranychidae. Inga underarter finns listade i Catalogue of Life.